# Rude Awakening (série de televisão)
Rude Awakening é uma sitcom americana que foi exibida pelo Showtime entre 1998 e 2001. É estrelada por Sherilyn Fenn, Jonathan Penner e Lynn Redgrave.
A série foi exibida na Espanha pelo canal TV3 com o título Enganxada, e mais tarde pelo canal TNT España com o título Pasados de vuelta.

## Sinopse
Nesta comédia provocativa, Billie Frank é uma ex-atriz de novela alcoólatra tentando desesperadamente permanecer sóbria enquanto lida com sua mãe sarcástica e o resto de sua família arrogante. Ao entrar para o AA, ela conhece Dave, que mora em seu prédio. Billie luta contra seus hábitos auto-destrutivos na tentativa de colocar sua vida de volta em ordem, com resultados hilariantes.
A personagem foi inspirada em experiência da produtora executiva e criadora da série, Claudia Lonow.

## Elenco

### Principal
| Sherilyn Fenn     | Billie Frank          |  |  |  |
| Jonathan Penner   | Dave Parelli          |  |  |  |
| Lynn Redgrave     | Trudy Frank           |  |  |  |
| Rain Pryor        | Jackie Garcia         |  |  |  |
| Roger E. Mosley   | Milton "Milt" Johnson |  |  |  |
| Mario Van Peebles | Marcus Adams          |  |  |  |

### Recorrente
| Atriz/Ator            | Personagem               | Temporada    | Temporada    | Temporada    |
| Atriz/Ator            | Personagem               | 1            | 2            | 3            |
| --------------------- | ------------------------ | ------------ | ------------ | ------------ |
| Corinne Bohrer        | Tish Frank               |              |              |              |
| Cheryl Bartel         | Kathy                    |              |              |              |
| Richard Lewis         | Harve Schwartz           |              |              |              |
| Marianne Muellerleile | Mulher Grande            |              |              |              |
| Mark Lonow            | Max Frank                |              |              |              |
| Tom Gallop            | Jerry Frank              |              |              |              |
| Curt Truman           | Membro do AA             |              |              |              |
| Jennifer Coolidge     | Sue                      |              |              |              |
| Roy Werner            | Guarda de segurança      |              |              |              |
| Dan Finnerty          | Joe                      |              |              |              |
| Marcie Smolin         | Elise                    | Participação |              | Participação |
| Jason Graae           | Chad                     |              | Participação |              |
| Ana Mercedes          | Antonia                  |              |              |              |
| Anthony Natale        | Boyd                     |              |              |              |
| David Moreland        | Terry / Sean / Stan      | Participação |              |              |
| Dee Freeman           | Enfermeira Recepcionista |              |              |              |
| Karen Black           | Crystal Garcia           |              |              |              |
| Manny Perez           | Jesus                    |              |              |              |
| George Katt           | Zack                     |              |              |              |
| Roger Daltrey         | Nobby Clegg              |              |              | Participação |
| Robert Dolan          | Roadie                   |              |              |              |
| Michelle Phillips     | Vivian                   |              |              | Participação |
| Jack Plotnick         | Clark                    |              |              |              |
| Sid Newman            | Gus                      |              |              | Participação |
| Rob Maron             | Lou                      |              | Participação |              |
| Beverly D'Angelo      | Sidney 'Syd' Gibson      |              |              |              |
| Tim Curry             | Martin Crisp             |              |              |              |
| Eric Ware             | Henry                    |              |              |              |
| Taylor Dayne          | Maureen                  |              |              |              |
| Regan Burns           | Vic                      |              |              |              |
| John Mendoza          | Bartender / Nick         |              |              |              |
| Salli Richardson      | Nancy Adams              |              |              |              |
| Jenny Robertson       | Haley                    |              |              |              |
| Kent Faulcon          | Henry                    |              |              |              |
| Melissa Jackson       | Grace / Julie            |              |              |              |
| Elizabeth Lackey      | Raquel                   |              |              |              |
| Tone Loc              | Lenny                    |              |              |              |
| Doug Stanhope         | Jack                     |              |              |              |
| John DiMaggio         | Graham Sheridan          |              |              |              |
| Leonardo Millán       | Juan                     |              |              |              |
| Robert Floyd          | Jake Newman              |              |              |              |
| Patrick Fabian        | Brian                    |              |              |              |

### Participações notáveis
- Paul Ben-Victor como Carl
- Martin Lewis como Nigel
- Andrea Abbate como Andrea / Caller #4
- Jason Bateman como Ryan
- CCH Pounder como Tracy
- Alan Young como Padre
- Lana Parrilla como Enfermeira Lorna
- Ron Glass como Pai de Marcus

## DVD
Em 7 de maio de 2013, a Sony Pictures Home Entertainment lançou em todas as regiões o box da primeira temporada contendo dois discos.